# قاعدة بيانات عوائل البروتينات
قاعدة بيانات عوائل البروتينات (بفام) (بالإنجليزية: Pfam) هي قاعدة بيانات لعوائل البروتين تحتوي شروحاتها وتسلسل محاذاة متعدد مولد بواسطة نموذج ماركوف الخفي.

## روابط خارجية
- Pfam - قاعدة بيانات عوائل البروتينات في معهد ويلكوم ترست سانجر - المملكة المتحدة
- Pfam - قاعدة بيانات عوائل البروتينات في مجمع أبحاث جانيليا فارم - الولايات المتحدة
- Pfam نسخة محفوظة 9 يناير 2014 على موقع واي باك مشين. - قاعدة بيانات عوائل البروتينات في مركز ستوكهولهم للمعلوماتية الحيوية - السويد
- iPfam - تفاعلات مجالات بفام في PDB
- PDBfam - احالات مجالات بفام إلى تسلسلات في PDB في مركز فوكس تشيز للسرطان - الولايات المتحدة